# Jabloň korunná

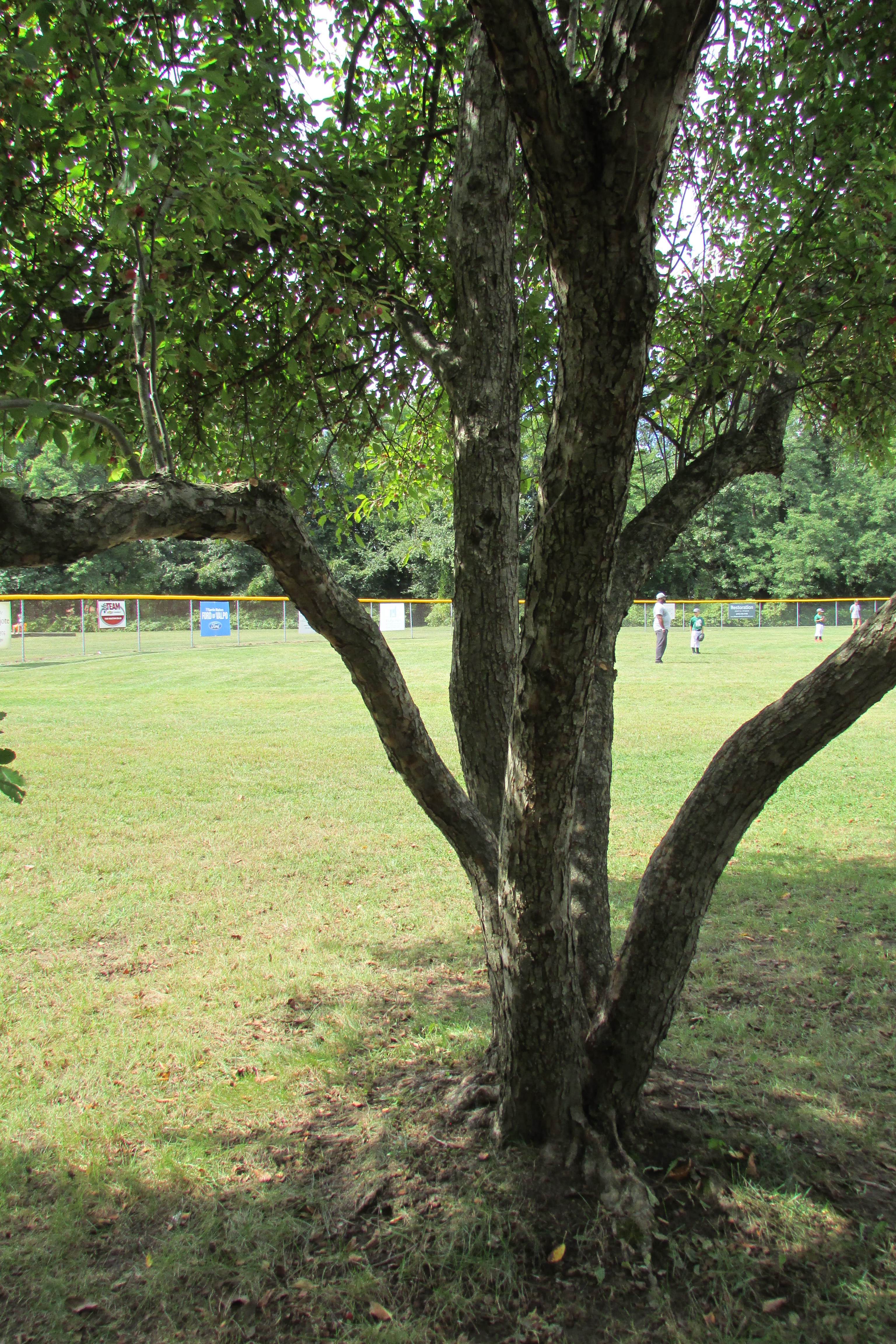
Mladý strom

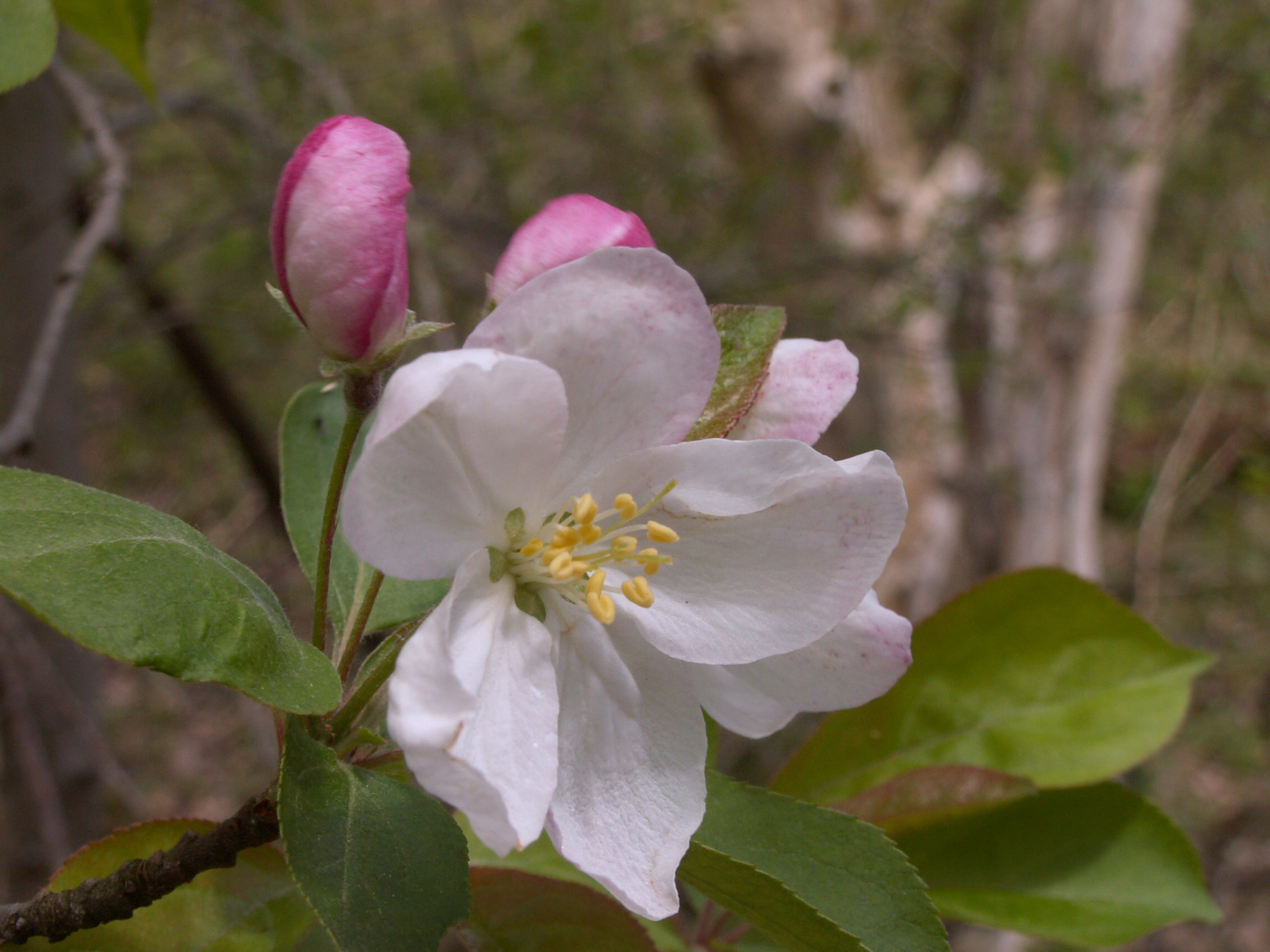
Květ

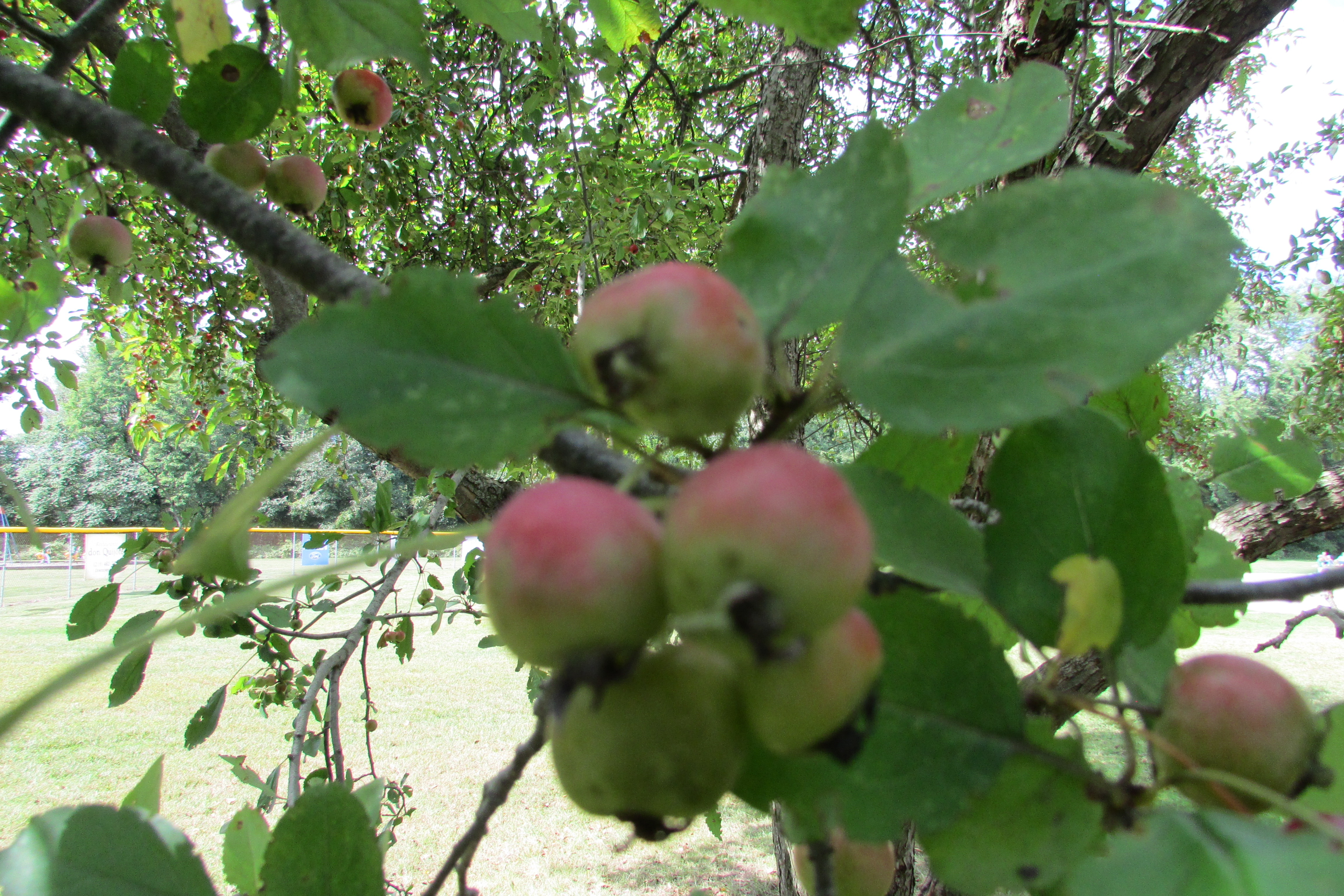
Plody

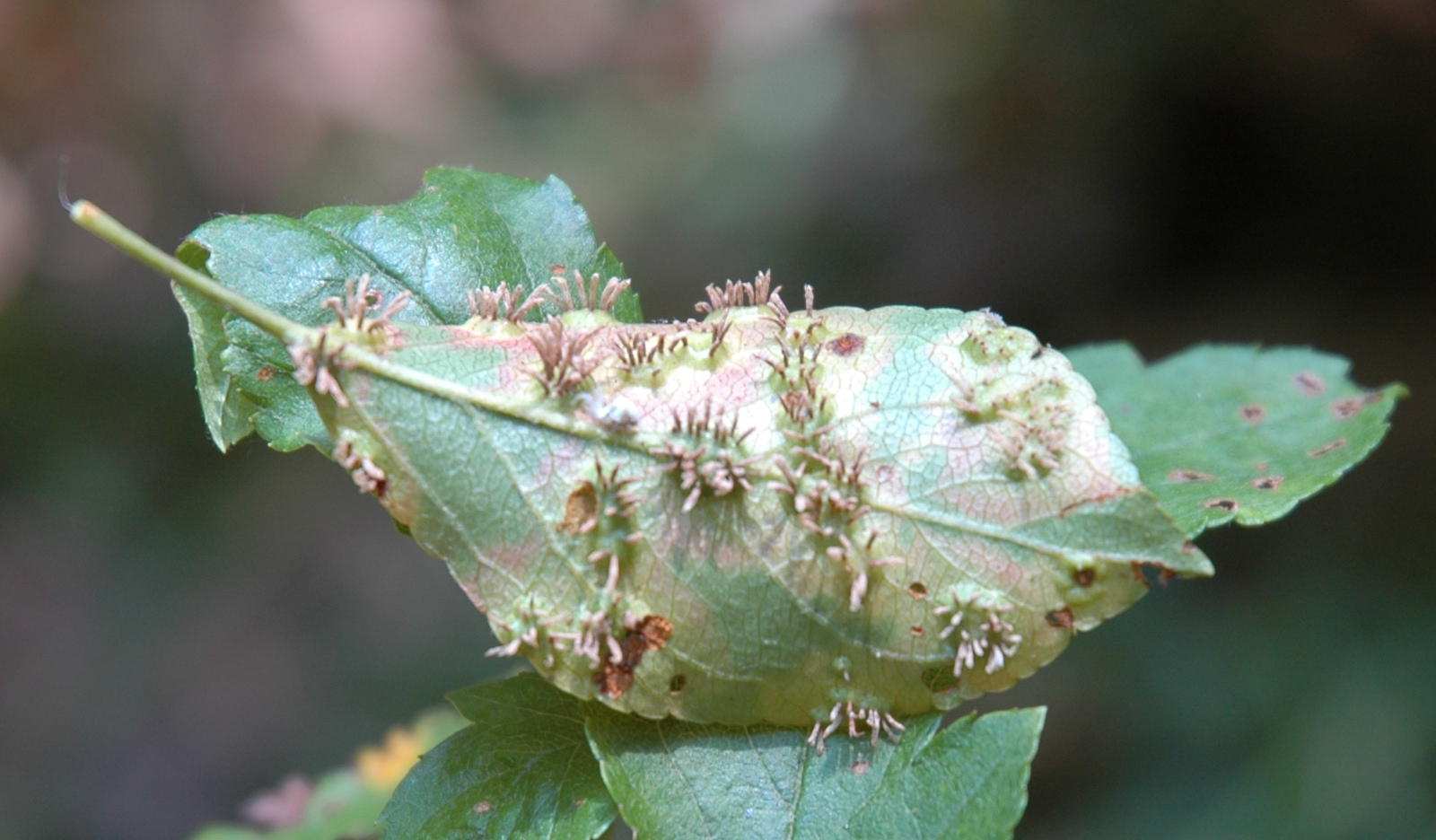
List napadený houbou Gymnosporangium juniperi-virginianae

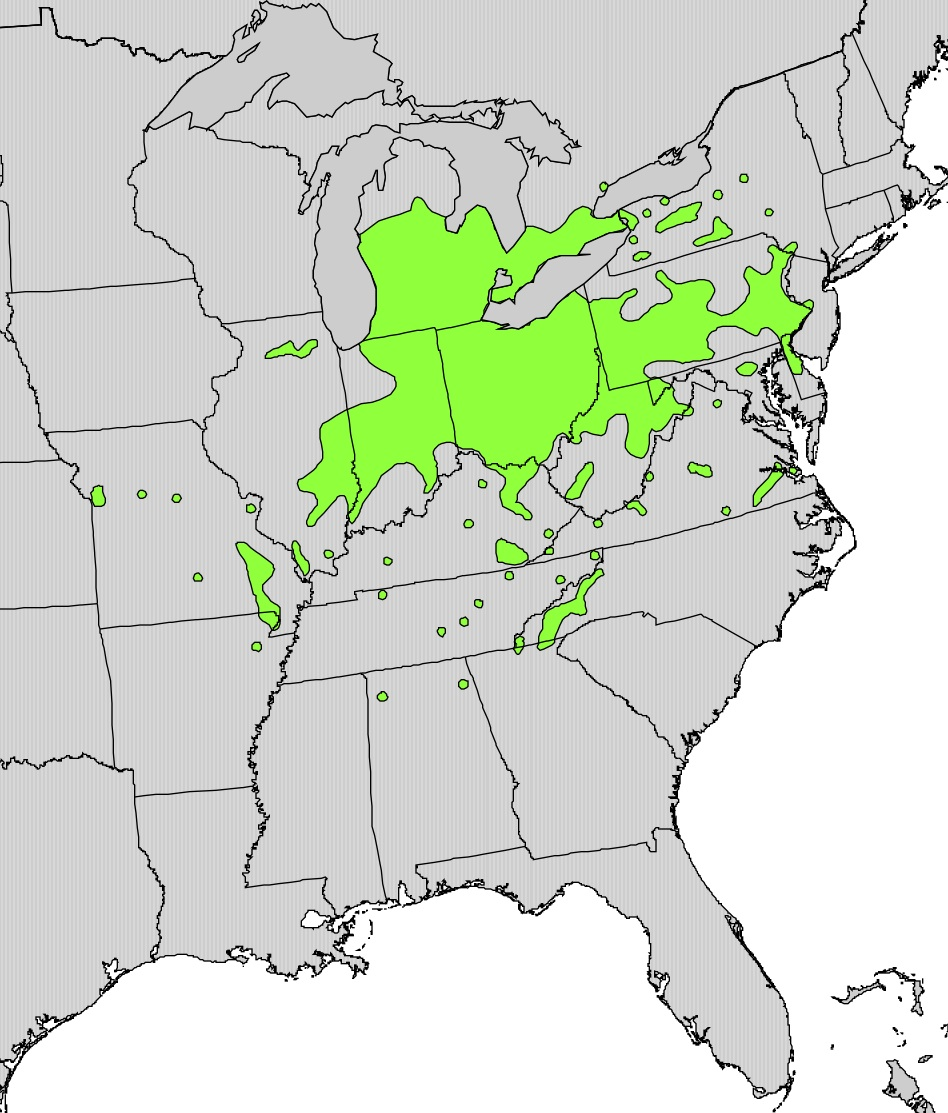
Areál původního výskytu

Jabloň korunná (Malus coronaria) je severoamerický nevysoký strom nebo trnitý keř, pěstovaný pro četné vonné růžové květy jež dozrají v drobné, ale poživatelné plody, jablka. Původní areál druhu se rozkládá v mírném pásu, na severovýchodě Spojených států amerických a na jihovýchodě Kanady.
Je jedním z prvních druhů, s kterými se evropští osadníci na americké půdě setkali a který roku 1753 vědecky popsal Carl Linné jako Pyrus coronaria a v roce 1786 Philip Miller přeřadil do nového rodu ''Malus''. Jabloň byla brzy zavedena z Ameriky do evropské přírody, v anglických zahradách je jako okrasná dřevina pěstována již od roku 1724 a během asi století tam začala být v hrabstvích Surrey a Berkshire považována za zdomácnělý druh. Na jaře je její koruna hustě porostlá mnoha květy růžové barvy obletovanými hojným opylujícím hmyzem.

## Ekologie
Nejčastěji se vyskytuje v otevřených světlých lesích, po okrajích cest či podél potoků, na polích, u plotů i na dalších stanovištích v obvyklé nadmořské výšce od 50 po 1000 m n. m. Dřevina je na půdu nenáročná, nejlépe se ji ale daří v hluboké, středně těžké, úživné, propustné a nezamokřené, dobře snáší i krátkodobé sucho. Je světlomilná, pro růst, kvetení a tvorbu plodů potřebuje hodně světla, je otužilá a dobře snáší mrazivou středoevropskou zimu. Ploidie druhu 2n = 34, 51 nebo 68.
Lze množit semeny, jejich silnou dormanci lze překonat studenou stratifikaci po dobu jednoho až tří měsíců. Dřevina kvete v závislosti na místních klimatických podmínkách v dubnu až červnu, obvykle v době, kdy jsou listy téměř vyrostlé. Květy jsou nejčastěji opylovány různými včelami. Plody dozrávají v září a říjnu, zpočátku jsou zelené a později zežloutnou a některé slabě zčervenají. Slupka plodu je hladká a vosková, dužina je šťavnatá, kyselá a nahořklá.

## Popis
Jabloň korunná se vyskytuje nejčastěji ve tvaru trnitého stromu (řidčeji rozkladitého keře), jenž běžně dorůstá do výšky 2,5 až 7,5 m, ojediněle až 10 m a mívá širokou otevřenou korunu se strnule odstávajícími větvemi. Poměrně krátký a často nerovný či vícečetný kmen může být tlustý až 45 cm a má červenohnědou až šedou kůru podélně rozpukanou s deskovými šupinkami. Z větších větví se vyvíjejí kratší boční výhonky s četnými oranžovými lenticelami a s trny dlouhými 1 až 4 cm. Listové pupeny jsou vejčité, červenohnědé, velké až 6 mm, jsou kryté šupinami a po okrajích jsou namnoze plstnaté. Kořenový systém je větvený, někdy dřevina vytváří klonální odnože.
Listy jsou heterofylní, jednoduché, střídavé, vyrůstají na řapíku 1 až 2,5 cm dlouhém, mají zpeřenou žilnatinu a čárkovité opadavé palisty. Čepel bývá vejčitá, dlouhá 5 až 10 cm a široká 4 až 6 cm, u báze je oblá nebo srdčitá a po obvodě jednoduše nebo dvojitě pilovitá, na vrcholu ostrá či zaoblená a většinou je oboustranně lysá. Listy vyrůstající na dlouhých prýtech jsou zřetelně větší a bývají oproti listům na krátkých kolcích s trny slabě laločnaté. Na podzim se listy před opadem zbarvují šarlatově červeně až oranžově.
Květy o průměru 3 až 4 cm jsou oboupohlavné a vytvářejí koncová latnatá nebo chocholičnatá květenství o čtyřech až šesti květech s tmavě růžovými poupaty. Stopkaté květy mají lysé češule, vytrvalé trojúhelníkovité kališní lístky jsou velké 4 až 5 mm. Pět podlouhle obvejčitých korunních lístků dlouhých 1,2 až 2 cm je růžových až světle růžových, po obvodě jsou celistvé, mírně zvlněné a na vrcholu zaoblené. V květu je dále dvacet tyčinek dlouhých asi 1 cm se žlutými až růžovými prašníky a pět žlutozelených čnělek s kulovitými bliznami. Plodolistů bývá pět a pod každým je po dvou vajíčkách, spodní semeník je srostlý s češuli.
Plod je zelené nebo nažloutlé, ploché, kyselé jablko, botanicky zvaný malvice, mající v průměru 2 až 4 cm, který dozrává v září až říjnu. Jablko má na vrcholu vzpřímené suché kališní lístky a v dužině četné ztvrdlé sklereidy. V jadřinci má semena s hnědým až černohnědým osemením, jejich zásobní látky jsou uložené v jeho dělohách, klíčí epigeicky. Voňavé plody drží na větvích ve shlucích ještě dlouho po opadu listů.

## Taxonomie
Jedná se o taxonomicky problematický druh, bylo popsáno mnoho jeho taxonů na různých úrovních. Nejblíže podobným druhem je na jedné straně jabloň úzkolistá (Malus angustifolia) s listy zužujícími se u bázi a s obvykle více zaoblenými na vrcholu a na opačné straně je jabloň zelenoplodá (Malus ioensis) s listy vespod trvale ochmýřenými. U jabloní je křížová kompatibilita běžná a jabloň korunná s oběma uvedenými druhy v přírodě často hybridizuje a dochází k introgresi, přesunu nějakého genu či chromozomu z jednoho druhu na jiný.
Polyploidie a apomixie mohou u těchto dřevin přispívat k taxonomickým potížím také tím, že spojují sady znaků dohromady do morfologických forem. Diploidní jedinci někdy v přirozených populacích produkují triploidní potomstvo a triploidní zase občas dávají vzniknout tetraploidní generaci.

## Význam
V Evropě se vysazuje hlavně pro své květy rozkvétající koncem května a počátkem června, které svou vůní provoní vzduch v blízkém okolí. Sází se jako solitéra nebo v malých skupinkách, ceněná je více pro květy než plody, je pozdně kvetoucím druhem, kvete po dobu asi dvou týdnů. Bývá také používána jako podnož, na kterou se roubují některé kultivované formy jabloní, čímž roubovanec získává mrazuvzdornost a lepší přizpůsobivost místním půdám. Květy jsou významným zdrojem pylu a nektaru pro opylovače.
Dřevo jabloně korunné je kvalitní, tvrdé a pěkně zbarvené, používá se k výrobě nábytku, rukojetí nástrojů, malých domácích předmětů i jako palivo. Jádrové dřevo je červenohnědé, kdežto bělové je žluté. Obtížně se štípe a opracovává, ale snadno se barví a leští, je jemnozrné, ale ne příliš pevné, je dobrým palivem. Je poměrně těžké, jeho střední hustota je 703 kg/m³.
Plody jsou kyselé a hořké, řídce se používají k výrobě konzerv a moštů, jsou plné kyseliny jablečné, obsahují hodně pektinu nutného pro výrobě džemů. V minulosti se také sušily pro zimní použití. Divoká zvěř využívá tento strom jako zdroj potravy, úkryt a hnízdiště. Plody na stromech jsou pochoutkou pro ptáky, spadlé na zem pro lišky, medvědy, mývaly, veverky, hraboše i myši. Kůra kmene chutná zajícům a mladé listy jelenovitým. Větve jsou poměrně husté a společně s trny poskytují ochranu hnízdícím ptákům.
Druh je náchylný k nemocem, zvláště bývá napadán rzí Gymnosporangium juniperi-virginianae, proto se nedoporučuje vysazovat jabloně do blízkosti jalovců a cedrů, ve kterých rzi přezimují. Jabloň korunná se vyskytuje na velkém území, její populační trend je stabilní a není do budoucna bezprostředně ohrožená. Je proto Mezinárodním svazem ochrany přírody považována za málo dotčený taxon (LC).